# Pierre-Yves Simonin
Pour les articles homonymes, voir Simonin.
Pierre-Yves Simonin, né le 15 août 1937 à Berne, est un  ancien diplomate suisse et ancien Ambassadeur de l'ordre souverain de Malte auprès de l'ONU à Genève.

## Biographie
Pierre-Yves Simonin est le fils de Pierre Simonin (1902-1974), avocat et Consul Général honoraire du Grand-Duché de Luxembourg à Berne et petit-fils de Henri Simonin (1855-1927),, avocat, Juge à la Cour d'Appel du Canton de Berne, puis Conseiller national et Conseiller d'État du même Canton. Son grand-père maternel est Arthur Couchepin, avocat, Conseiller d'État du Canton du Valais, puis Juge fédéral, et son oncle est Louis Couchepin, avocat et ensuite également Juge à la Cour suprême suisse.
Après le collège à l'Abbaye de Saint-Maurice d'Agaune et des études de lettres et de sciences politiques aux Universités de Fribourg et de Genève, ainsi qu'à l'Institut des Hautes Études Internationales (IHEI) de Genève, et l'obtention d'une Licence en histoire contemporaine, Pierre-Yves Simonin exerce une activité de journaliste, comme commentateur de politique internationale (Miroir du monde), à la Radio de la Suisse romande (1962-1964).
Par le Concours d'entrée au Département fédéral des Affaires étrangères (DFAE), il intègre la carrière diplomatique suisse en 1964. Successivement en poste à Belgrade et à Rio-de-Janeiro, il exerce ensuite, de 1970 à 1975, les fonctions de Secrétaire particulier du Chef du Département (Ministre des Affaires étrangères) Pierre Graber. Nommé à Rome comme Conseiller culturel (1975-1979), il est transféré à Washington où il devient premier collaborateur du Chef de mission, avec le titre de Ministre plénipotentiaire. Nommé Ambassadeur en Israël, il est également accrédité à Chypre (1983-1987). Par la suite, il est Ambassadeur en Yougoslavie (RFSY) et en Albanie, avec résidence à Belgrade (1987-89), avant de devenir Directeur politique adjoint et Chef de la Division politique II (Afrique, Moyen-Orient, Asie, Océanie, Amérique latine) au DFAE. En 1993, le Conseil fédéral le désigne comme Ambassadeur auprès du Roi des Belges. Parallèlement, il prend la tête de la Mission suisse auprès de l'OTAN qu'il contribue à créer. À ce titre, il participe à la mise en œuvre du « Partenariat pour la paix » (PPP = Partnership for Peace) qui, dès 1996, lie la Suisse à l'Alliance atlantique.
Après avoir pris sa retraite du service extérieur suisse en 1999, il revêt la charge d'Ambassadeur de l'Ordre Souverain de Malte (dont il est membre depuis 1969) et représente l'Ordre comme Observateur permanent auprès de l'Office des Nations unies et Délégué auprès des autres Organisations internationales à Genève,. Il exercera ces fonctions jusqu'en 2005.

## Distinctions
- Grand-Croix magistrale en obédience de l’Ordre de Malte (1969/2007)
- Chevalier de l'ordre du Saint-Sépulcre de Jérusalem (1986)
- Grand-Croix de l'Ordre constantinien de Saint-Georges (2005)
- Grand-croix de l'ordre de la Couronne Belgique (1999)
- Grand-croix de l'ordre pro Merito Melitensi (2005)